# René Guissart
René Guissart (francès: René Jacques Guissart)  (Hampstead, 12 de setembre de 1929 - Grassa, 8 de setembre de 2014) fou un remer francès que va competir durant la dècada de 1950. Era germà del també remer Jean-Jacques Guissart.
El 1952 va prendre part en els Jocs Olímpics d'Estiu de Hèlsinki, on fou cinquè en la prova del dos sense timoner del programa de rem. Quatre anys més tard, als Jocs de Melbourne, guanyà la medalla de bronze en la prova del quatre sense timoner del programa de rem. Formà equip amb Yves Delacour, Gaston Mercier i Guy Guillabert.
En el seu palmarès també destaca una medalla de bronze als Jocs del Mediterrani de 1955 en el vuit amb timoner.